# ジャワン・エバンス
ジャワン・エバンス(Jawun Evans、1996年7月26日 - )は、アメリカ合衆国・サウスカロライナ州グリーンビル出身のプロバスケットボール選手。ポジションはポイントガード。

## 来歴
地元グリーンビルにあるサウス・サイド高校で1シーズンプレイ後同高校のコーチを師事し、レガシー・チャーター高校へ編入しスキルを磨き、その後テキサス州ダラスの高校へと移った。2015年のマクドナルド・オール・アメリカンに選出された。オクラホマ州立大学進学後、1年次はシーズン終盤に肩を怪我して不完全燃焼で終わったが、Big 12の新人賞 を受賞。2年次では成績を大きく伸ばし平均19.2得点 6.4アシスト 1.8スティールをマーク。オールBig 12ファーストチームに選出された。
2017年のNBAドラフトにアーリーエントリーしフィラデルフィア・セブンティシクサーズに2巡目39位指名を受けた後、金銭トレードでロサンゼルス・クリッパーズに指名権が移動した。
2024年8月10日、ポルスカ・リガ・コシコフキに所属するレギア・ワルシャワへの加入が発表された。